# Соцфилэкс
«Соцфилэкс», иногда «Соцфилекс» (нем. Sozphilex, англ. Socphilex), — название международных выставок филателистов социалистических стран, регулярно проводившихся в период существования социалистического лагеря.

## Описание и история
Филателистические выставки формата «Соцфилэкс» были организованы по инициативе Всевенгерского союза филателистов. Они проводились по единому регламенту, принятому на совещании представителей объединений филателистов социалистических стран, с целью пропаганды идей марксизма-ленинизма, достижений социализма, дружбы социалистических стран, борьбы за мир и социальный прогресс. Организовываемые поочерёдно в одной из социалистических стран, с 1972 года такие выставки стали проходить ежегодно.
Выставки «Соцфилэкс» состоялись в Будапеште (ВНР) в 1963 году, Софии (НРБ) в 1972 году, Бухаресте (СРР) в 1973 и 1979 годах, Катовицах (ПНР) в 1974 году, Москве (СССР) в 1975 и 1983 годах, Праге (ЧССР) в 1976 году, Берлине (ГДР) в 1977 году, Сомбатхее (ВНР) в 1978 году, Братиславе (ЧССР) в 1981 году, Велико-Тырново (НРБ) в 1982 году, Вроцлаве (ПНР) в 1984 году, Колине (ЧССР) в 1986 году и др.
Помимо общих выставок, в рамках «Соцфилэкс» устраивался ряд специализированных выставок, на которых экспонировались:
- филателистические коллекции авиапочты — выставка «Аэросоцфилэкс» в Берлине (ГДР) в 1980 году,
- коллекции молодых филателистов — «Юниорсоцфилэкс» в Познани (ПНР) в 1980 году и в Берлине в 1983 году,
- коллекции по истории почты — «Соцфилэкс истории почты» в Нератовице (ЧССР) в 1982 году и в Берлине в 1985 году[3].

По случаю выставок «Соцфилэкс» в странах социалистического содружества издавались почтовые марки и блоки, сувенирные листки, художественные маркированные конверты и односторонние почтовые карточки с оригинальной маркой, производились памятные спецгашения.

1980: «Аэросоцфилэкс», почтовый блок

## Хронология выставок
Ниже приводится перечень с краткими описаниями всех выставок «Соцфилэкс» в период с 1963 по 1990 год.

### «Соцфилэкс-I»
Первая филателистическая выставка «Соцфилэкс» («Соцфилэкс-63») была проведена в Будапеште (ВНР) 20—28 июля 1963 года и была посвящена Совещанию министров связи социалистических стран. На выставке было представлено 413 экспонатов.

### «Соцфилэкс-II»
Международная филателистическая выставка «Соцфилэкс-2» («Соцфилэкс-72») состоялась в Софии (НРБ) 20—28 мая 1972 года и посвящалась 90-летию со дня рождения Георгия Димитрова. Представителями союзов филателистов социалистических стран было принято решение о ежегодном проведении выставок «Соцфилэкс».

### «Соцфилэкс-III»
Международная филателистическая выставка «Соцфилэкс-3» («Соцфилэкс-73») проходила в Бухаресте (СРР) 20—29 июля 1973 года и посвящалась 15-й годовщине создания Ассоциации филателистов Румынии. Впервые выставка была отмечена почтовым выпуском серии марок и блока.

### «Соцфилэкс-IV»
Международная филателистическая выставка «Соцфилэкс-IV» («Соцфилэкс-74») состоялась в Катовице (ПНР) 18 мая — 2 июня 1974 года и посвящалась 30-летию ПНР и 40-й годовщине первой общеславянской выставки в Катовице. На выставке было представлено 400 экспонатов.
В литературном классе позолоченной медали удостоена книга О. Гросса и К. Грыжевского (ПНР) «Путешествия в мире марок».
В связи с проведением выставки польским почтовым ведомством издавался почтовый блок, автором которого была художник Хелена Матушевска. Позднее блок получил третье место по итогам конкурса-опроса на лучшую марку Польши 1974 года.

### «Соцфилэкс-75»
Международная филателистическая выставка «Соцфилэкс-75» проходила с 8 по 18 мая 1975 года в Москве и была посвящена 30-й годовщине Победы над фашистской Германией. На выставке было представлено около 150 экспонатов из 11 социалистических стран в четырёх классах. Впервые состоялось совещание главных редакторов филателистических журналов социалистических стран.

### «Соцфилэкс-76»
Выставка «Соцфилэкс-76» состоялась в Праге (ЧССР) 7—16 мая 1976 года и посвящалась 55-й годовщине основания Коммунистической партии Чехословакии и её XV съезду. На выставке экспонировалось около 100 экспонатов. Впервые был выделен тематический класс коллекций политической направленности, отвечающих девизу выставки.

### «Соцфилэкс-77»
«Соцфилэкс-77» была проведена в Берлине (ГДР) с 19 по 28 августа 1977 года. Выставка посвящалась 60-летию Октябрьской революции 1917 года. Был принят регламент международных филателистических выставок «Соцфилэкс».

### «Соцфилэкс-78»
«Соцфилэкс-78» проводилась в городе Сомбатхей (ВНР) 7—16 мая 1978 года и посвящалась 15-летию первой выставки «Соцфилэкс».
Она проходила под девизом: «Социалистическое общество — общество гуманности и созидания». Экспонировалось 214 коллекций. В ходе работы выставки было принято решение о введении в филателистических журналах постоянной рубрики «Филателия служит миру».

### «Соцфилэкс-79»
Выставка «Соцфилэкс-79» (рум. Socfilex-79) проходила в Бухаресте (СРР) 28 октября — 4 ноября 1979 года. Она посвящалась XII съезду Коммунистической партии Румынии и Международному году ребёнка. Всего было выставлено около 200 экспонатов.

### «Аэросоцфилэкс-80»
Специализированная международная выставка аэрофилателии «Аэросоцфилэкс-80» (нем. Aerosozphilex-80) была организована в Берлине (ГДР) с 1 по 10 августа 1980 года. Она посвящалась 25-летию авиакомпании ГДР «Interflug». На выставке было представлено 14 экспонатов.

### «Юниорсоцфилэкс-80»
Первая филателистическая выставка работ юных филателистов социалистических стран «Юниорсоцфилэкс-80» проходила в Пльзене (ЧССР) 29 августа — 7 сентября 1980 года. Она посвящалась 35-летию освобождения Чехословакии Советской Армией. На выставке было представлено 96 экспонатов.

### «Соцфилэкс-81»
Выставка «Соцфилэкс-81» была проведена в Братиславе (ЧССР) 8—14 июня 1981 года. Она посвящалась 60-й годовщине Коммунистической партии Чехословакии и её XVI съезду. Экспонировалось 160 экспонатов. В ходе работы выставки состоялся международный симпозиум «Создание и оценка экспонатов на общественно-политическую тематику».

### «Соцфилэкс-82»
В 1982 году состоялось две раздельных выставки в формате «Соцфилэкс». Одна из них, международная филателистическая выставка «Соцфилэкс-82», посвящённая 100-летию со дня рождения Г. М. Димитрова, была созвана в городе Велико-Тырново (НРБ) с 7 по 15 мая 1982 года. На выставке было представлено 170 экспонатов. В ходе работы выставки состоялся симпозиум о роли филателии в коммунистическом воспитании молодёжи.
Кроме того, специализированная выставка по истории почты и цельных вещей, «Соцфилэкс истории почты», состоялась в Нератовице (ЧССР) с 4 по 12 октября 1982 года. Было представлено свыше 50 экспонатов.

### «Юниорсоцфилэкс-83»
Вторая юношеская выставка филателистов социалистических стран «Юниорсоцфилэкс-83» состоялась в Берлине (ГДР) с 29 июля по 7 августа 1983 года. Она посвящалась Карлу Марксу. В ходе работы выставки был проведён международный юношеский конкурс «Жизнь и деятельность К. Маркса».

### «Соцфилэкс-83»
Выставка проходила в Москве с 14 по 23 октября 1983 года под девизом «Филателия за мир и международное сотрудничество» и была посвящена Всемирному году связи.

### «Соцфилэкс-84»
Выставка была организована в г. Вроцлаве (ПНР) в 1984 году и была посвящена 40-летию Польской Народной Республики.

### «Соцфилэкс-85»
Выставка прошла в Берлине (ГДР) в 1985 году.

### «Соцфилэкс-86»
Выставка прошла в Колине (ЧССР) 20—29 июня 1986 года и была приурочена к 65-летию Коммунистической партии Чехословакии и проведению её XVII съезда.

### «Юниорсоцфилэкс-87»
Международная выставка почтовых марок молодых филателистов «Юниорсоцфилэкс-87» проходила в Кошице (ЧССР) с 13 по 21 июня 1987 года и была посвящена 70-летию Октябрьской революции 1917 года в России.

### «Соцфилэкс-88»
Выставка прошла в г. Кечкемете (ВНР) с 12 по 21 августа 1988 года.

### «Соцфилэкс-89»
Выставка проходила в городе Бакэу (Румыния) с 7 по 14 октября 1989 года.

### «Соцфилэкс-90»
По первоначальному плану выставка должна была состояться в Польше в III квартале 1990 года. Затем её перенесли в Дрезден (ГДР). Выставка должна была проходить с 6 по 14 октября. Тема выставки — космос.